# Сенниця-Шиманкі
Сенниця-Шиманкі (пол. Siennica-Szymanki) — село в Польщі, у гміні Чижев Високомазовецького повіту Підляського воєводства.
Населення — 113 осіб (2011).
У 1975-1998 роках село належало до Ломжинського воєводства.

## Демографія
Демографічна структура станом на 31 березня 2011 року:
|          | Загалом | Допрацездатний вік | Працездатний вік | Постпрацездатний вік |
| -------- | ------- | ------------------ | ---------------- | -------------------- |
| Чоловіки | 57      | 9                  | 41               | 7                    |
| Жінки    | 56      | 13                 | 24               | 19                   |
| Разом    | 113     | 22                 | 65               | 26                   |